# Brian Gibbons (Eishockeyspieler, 1988)
Brian Robert Gibbons (* 26. Februar 1988 in Braintree, Massachusetts) ist ein US-amerikanischer Eishockeyspieler, der zuletzt bis April 2023 beim ERC Ingolstadt aus der Deutschen Eishockey Liga (DEL) unter Vertrag gestanden und dort auf der Position des rechten Flügelstürmers gespielt hat. Zuvor bestritt Gibbons unter anderem 214 Spiele für die Pittsburgh Penguins, Columbus Blue Jackets, New Jersey Devils, Anaheim Ducks, Ottawa Senators und Carolina Hurricanes in der National Hockey League (NHL).

## Karriere

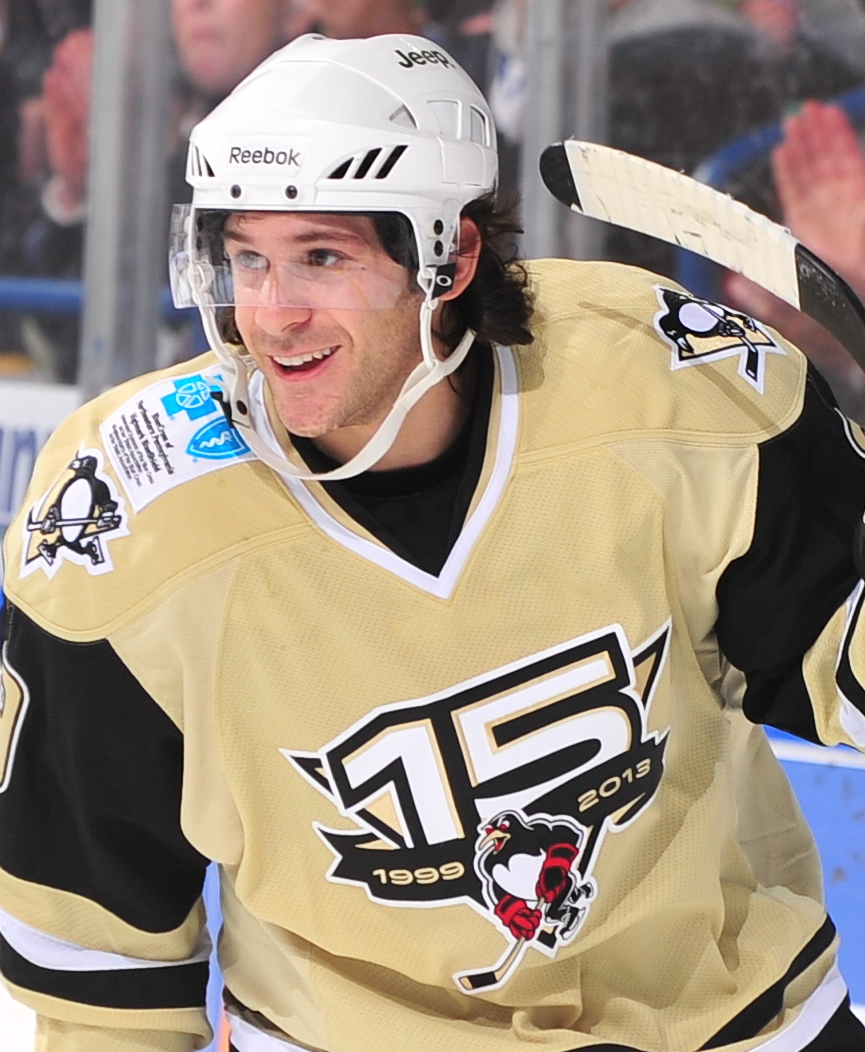
Gibbons im Trikot der Wilkes-Barre/Scranton Penguins (2013)

Gibbons verbrachte seine Zeit an der High School zwischen 2004 und 2007 an der Thayer Academy und der Salisbury School. Anschließend zog es den Stürmer an das Boston College, wo er in den folgenden vier Jahren eine überaus erfolgreiche Zeit verbrachte. Neben seinem Studium spielte er zwischen 2007 und 2011 für das Eishockeyteam des Colleges in der Hockey East, einer Division im Spielbetrieb der National Collegiate Athletic Association (NCAA). Bereits in seinem ersten Jahr gewann er mit der Mannschaft sowohl den Titel der Hockey East als auch im Anschluss die nationale Meisterschaft der NCAA. Nach einem durchwachsenen zweiten Jahr im College-Spielbetrieb, sicherte sich die Mannschaft in der Spielzeit 2009/10 erneut beide Titel. Zudem fand sich Gibbons, nachdem er im Vorjahr schon ins All-Academic Team der Hockey East gewählt worden war, im First All-Star Team wieder. In der folgenden Saison war er im Second All-Star Team vertreten und feierte mit dem College den dritten Divisionstitel binnen vier Jahren. Insgesamt absolvierte er 160 Spiele in diesem Zeitraum und verbuchte dabei 164 Scorerpunkte.
Nach dem erfolgreichen Abschluss seines Studiums im Frühjahr 2011 zog es den ungedrafteten Angreifer in den Profibereich. Dort erhielt er im April 2011 ein Angebot der Pittsburgh Penguins aus der National Hockey League (NHL). Die Penguins setzten ihn anschließend mit Beginn der Saison 2011/12 in ihrem Farmteam, den Wilkes-Barre/Scranton Penguins, in der American Hockey League (AHL) ein. Dort war der US-Amerikaner in den beiden Spieljahren bis zum Sommer 2013 Stammspieler, woraufhin Pittsburgh seinen Vertrag im Juli 2013 um ein Jahr verlängerte. In der Folge konnte Gibbons in der ersten Hälfte der Spielzeit 2013/14 seine ersten NHL-Spiele bereiten, ehe er sich in der zweiten Hälfte schließlich einen Stammplatz sicherte. Am Ende des Spieljahres standen inklusive der Play-offs 49 Einsätze und 20 Scorerpunkte zu Buche.
Dennoch verlängerten beide Partien den auslaufenden Vertrag im Sommer 2014 nicht, so dass der US-Amerikaner als Free Agent einen Einjahresvertrag bei den Columbus Blue Jackets unterschrieb. Dort verbrachte er die Saison zu etwa gleichen Teilen in der NHL sowie bei den Springfield Falcons in der AHL. Dem kurzen Gastspiel im Franchise der Blue Jackets folgte der Wechsel zu den New York Rangers. Ebenfalls ausgestattet mit einem Einjahresvertrag stand Gibbons aber die gesamte Saison 2015/16 im Kader des Farmteams Hartford Wolf Pack in der AHL und fand nach der Spielzeit keinen neuen Arbeitgeber aus der NHL. Stattdessen nahm er Anfang Oktober 2016 ein Angebot der Albany Devils aus der American Hockey League an, wo er das Spieljahr schließlich verbrachte. Zuvor hatte er im September am Trainingslager des Kooperationspartners New Jersey Devils teilgenommen, hatte sich dort aber nicht für einen NHL-Vertrag empfehlen können. Im Juli 2017 jedoch erhielt Gibbons diesen Vertrag von New Jersey Devils. Anschließend unterzeichnete er im Juli 2018 als Free Agent einen Einjahresvertrag bei den Anaheim Ducks. Dort beendete er die Saison allerdings nicht, da er nach 44 Einsätzen im Februar 2019 im Tausch für Patrick Sieloff an die Ottawa Senators abgegeben wurde. Bei den Senators bestritt er bis zum Saisonende 20 Partien und wechselte anschließend als Free Agent zu den Carolina Hurricanes. Dort pendelte er zwischen dem NHL-Kader und dem AHL-Aufgebot der Charlotte Checkers, ehe er sich im Juli 2020 dem Lausanne HC aus der Schweizer National League anschloss.
Zwar verbrachte der US-Amerikaner nur eine Spielzeit beim Schweizer Traditionsklub, blieb aber weiterhin in Europa tätig. Die Saison 2021/22 spielte er dabei in Diensten des Linköping HC aus der Svenska Hockeyligan (SHL), ehe er im August 2022 zum ERC Ingolstadt aus der Deutschen Eishockey Liga (DEL) wechselte. Zwar wurde er am Saisonende mit dem ERCI Vizemeister, bestritt allerdings nur elf Saisonspiele, da er sich bereits im Oktober schwer am Bein verletzte und für den Rest des Spieljahres ausgefallen war. 

### International
Bei der Weltmeisterschaft 2018 nahm Gibbons erstmals an einem internationalen Turnier teil und gewann dort mit der Nationalmannschaft der USA die Bronzemedaille.

## Erfolge und Auszeichnungen
| - 2008 Lamoriello-Trophy-Gewinn mit dem Boston College - 2008 NCAA-Division-I-Championship mit dem Boston College - 2009 Hockey East All-Academic Team - 2010 Lamoriello-Trophy-Gewinn mit dem Boston College - 2010 Hockey East First All-Star Team | - 2010 NCAA-Division-I-Championship mit dem Boston College - 2011 Lamoriello-Trophy-Gewinn mit dem Boston College - 2011 Hockey East Second All-Star Team - 2014 Teilnahme am AHL All-Star Classic - 2023 Deutscher Vizemeister mit dem ERC Ingolstadt |

### International
- 2018 Bronzemedaille bei der Weltmeisterschaft

## Karrierestatistik

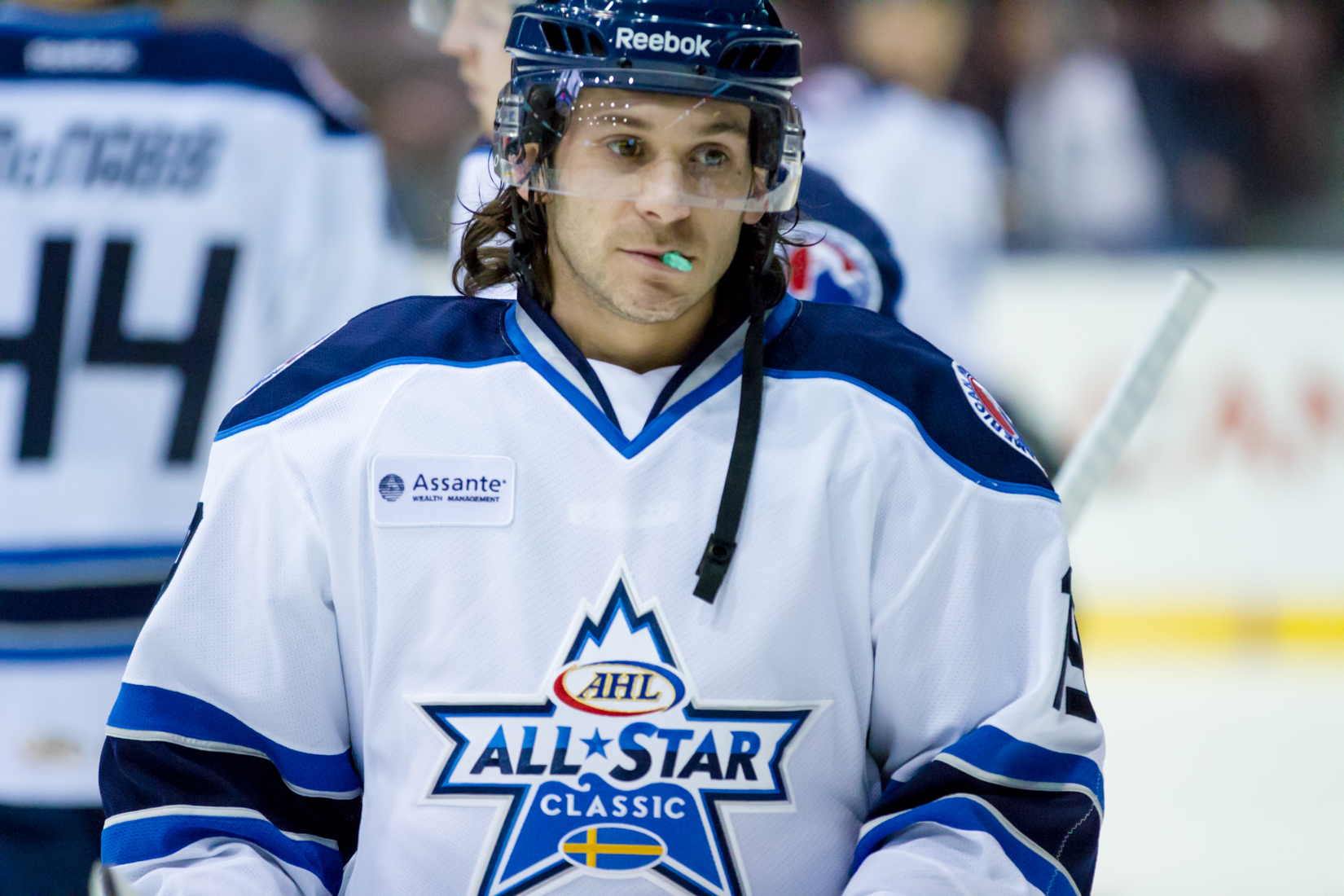
Gibbons beim AHL All-Star Classic 2014

Stand: Ende der Saison 2022/23

### International
Vertrat die USA bei:
- Weltmeisterschaft 2018

(Legende zur Spielerstatistik: Sp oder GP = absolvierte Spiele; T oder G = erzielte Tore; V oder A = erzielte Assists; Pkt oder Pts = erzielte Scorerpunkte; SM oder PIM = erhaltene Strafminuten; +/− = Plus/Minus-Bilanz; PP = erzielte Überzahltore; SH = erzielte Unterzahltore; GW = erzielte Siegtore; 1 Play-downs/Relegation; Kursiv: Statistik nicht vollständig)